# Latte de Especias de Calabaza

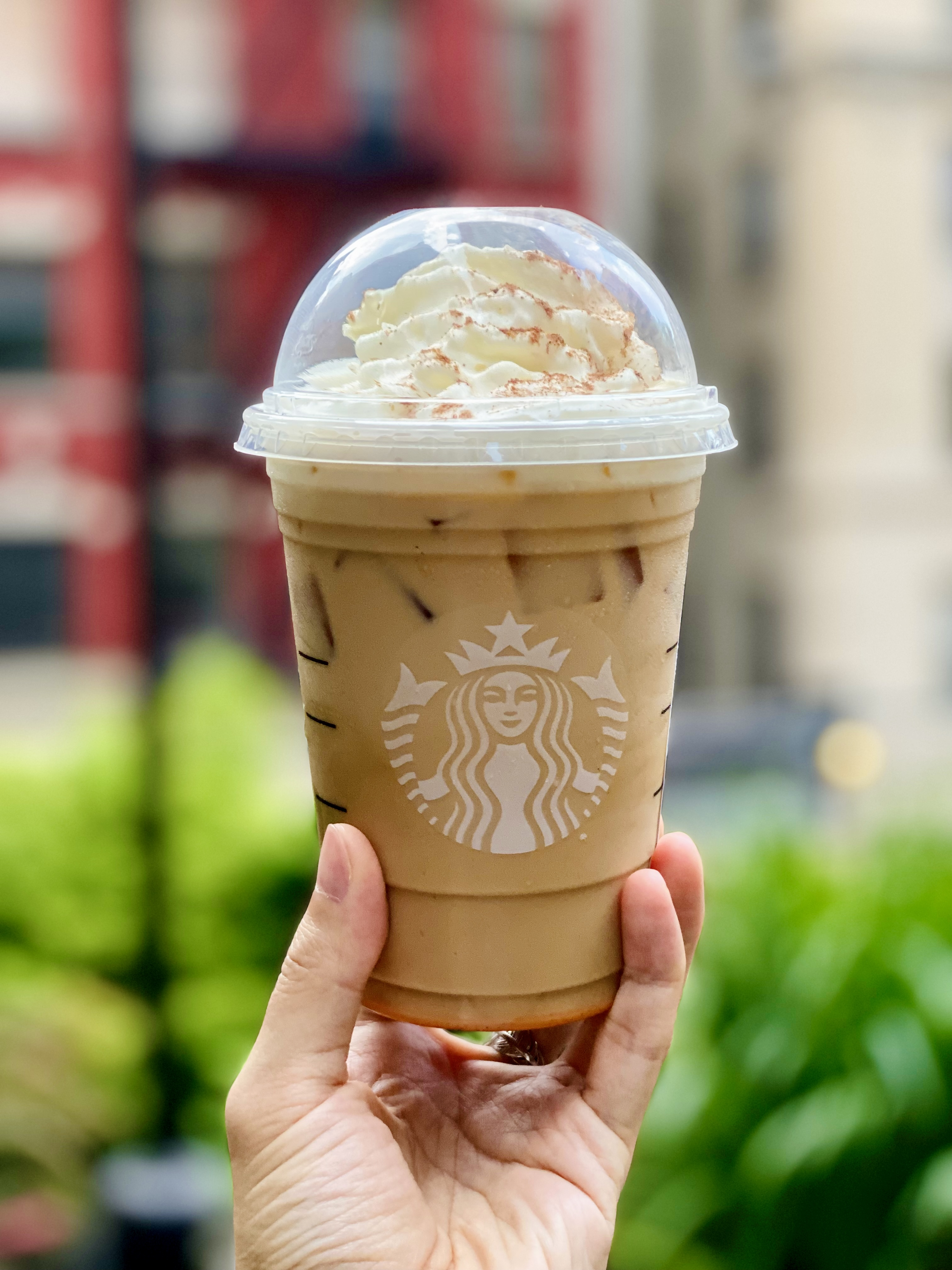

El Latte de Especias de Calabaza es una bebida de café hecha con una mezcla de sabores tradicionales de especias otoñales (canela, nuez moscada y clavo), leche evaporada, café espresso y, a menudo, azúcar, cubierta con nata batida y especias para pastel de calabaza. Desde 2015, también suele contener una pequeña cantidad de puré de calabaza. La bebida es ofrecida por Starbucks, con otros cafés de temporada, generalmente disponibles desde finales de agosto hasta enero.

## Historia
Starbucks comenzó a desarrollar el Latte de Especias de Calabaza en enero de 2003, siguiendo la exitosa introducción  de bebidas estacionales de invierno como el "Peppermint Mocha" y el "Latte de Ponche de huevo". Según Peter Dukes, director de Espresso América de Starbucks, los desarrolladores probaron diez productos con consumidores, con el Latte de Especias de Calabaza apareciendo entre los sabores de chocolate y caramelo. Dukes dijo que "los desarrolladores se dieron cuenta de que había algo especial alrededor del sabor a calabaza, especialmente porque no había nada con calabaza antes". La compañía experimentó con proporciones y combinaciones diferentes de calabaza especiada, pero finalmente decidieron una receta sin calabaza en ella.
En el Otoño de 2003, la receta final se probó en Vancouver y Washington, D.C. Las ventas de la bebida superaron las expectativas de la compañía: Dukes dijo que "no podíamos mantenernos... tuvimos que acelerar el inventario de las tiendas." El producto salió a la venta en Starbucks en todo EE. UU. al año siguiente.
La compañía afirmó que el Latte de Especias de Calabaza era "la bebida estacional de Starbucks más popular", con más de 200 millones de unidades vendidas desde su introducción en 2003  y 2015. La bebida empezó una tendencia de productos de especias de calabaza, como velas y ambientadores, así como para diversos productos como diversos como donuts, cereales de desayuno, pastillas para la tos, y salsa para pasta .
En agosto de 2015, Starbucks cambió la receta para incluir calabaza y eliminar colorantes artificiales. Los ingredientes anunciados incluían un "sirope saborizado de pastel de calabaza" hecho con azúcar, leche condensada, puré de calabaza, colorante y conservantes.

## Nutrición
En 2014, Vani Hari, la polémica bloguera de alimentación también llamada como "Food Babe", expresó su preocupación sobre los ingredientes que utilizó Starbucks en su Latte de Especias de Calabaza Hari, en su artículo  "Nunca adivinarás qué hay en un Latte de Especias de Calabaza de Starbucks (Pista: no serás feliz)" apuntó que el uso del colorante Color Caramelo (E 150d) de Clase IV, el cual contiene niveles bajos de 4-MEI, era un potencial carcinógeno. Este colorante es  ampliamente reconocido como seguro por la  Administración de Alimentación y Fármacos (FDA) de EE. UU.; la  exposición humana al 4-MEI en niveles normales está considerado seguros por el FDA, la Autoridad de Seguridad Alimentaria europea, y el Departamento de Salud de Canadá
Anteriormente a la introducción del puré de calabaza en 2015, Hari también advirtió sobre la ausencia de esta hortaliza como ingrediente en la bebida. El portavoz del Instituto de Tecnologías Alimentarias (IFT), Kantha Shelke,  argumentó que la bebida estuvo pensada para evocar las especias usadas en el pastel de calabaza, y no al sabor de la calabaza en él.
Hari y otros también criticaron la cantidad de azúcar en el producto. El periodista Mandy Oaklander informó en la revista Time que una ración normal contiene 8 gramos (0.28 oz.) de azúcar. El tamaño "grande" del Latte de Especias de Calabaza , contiene tres medidas de sirope, el cual tiene 49 gramos (1,7 oz) de azúcar y 24 gramos (0,8 oz) del saborizante de las Especias de Calabaza que utiliza. Unos  470 ml (16 oz.) del Latte de Especias de Calabaza contiene 380 calorías (1,600 kJ). El Administración de Alimentos y Fármacos de EE.UU, en sus referencias del Consumo Diario Recomendado aconseja limitar el consumo de azúcar añadido a, como máximo, 50 g (1.8 oz.) por día.
En 2015, Starbucks reformuló la receta para incluir calabaza real, y para eliminar colorantes artificiales. En una publicación de la IFT, Shelke dijo que el cambio era imperceptible, y que sirvió sólo para "apaciguar a quienes querían ver calabaza real en la lista de ingredientes."

## Ventas y marketing
Starbucks vendió más de 200 millones de unidades del Latte de Especias de Calabaza entre su lanzamiento y 2013, generando ingresos a razón de, al menos, 80 millones de dólares por año en algunas temporadas, y superando en ventas a productos como el Latte de Ponche de Huevo y el Peppermint Mocha.
En un artículo publicado en la revista Forbes en 2013, Debra Donston-Miller escribió que "productos que están disponibles sólo en tiempo limitado tienen una especie de marketing incorporado que puede hacer crecer su impacto en el tiempoclase de construido-en marketing que puede crecer en impactar con el tiempo." Aun así, expertos de marketing de Mottis opinaban en 2014 que el éxito del Latte de Especias de Calabaza  podría ser atribuido a las campañas de marketing de Starbucks' .
Starbucks ha trabajado para comercializar en su mercado objetivo de hombres y mujeres de edades entre 25 a 40 años, utilizando diseños contemporáneos y mensajería. Starbucks ha dicho que su mercado objetivo representa a la población utilizando redes sociales intensamente, incluyendo Twitter, Facebook, y Instagram. En 2013, la compañía añadió un elemento de  juego en la apertura de la temporada de la bebida, permitiendo a los clientes "desbloquear" la bebida en las tiendas cercanas mediante un código antes de su fecha de salida . Entre agosto de 2012 y enero de 2014, había más de  29.000 tuits con el hashtag "#pumpkinspice", y en un solo día de Otoño superó los 12 millones de tuits.
Desde la introducción del Latte de Especias de Calabaza  de Starbucks, otras compañías han creado productos inspirados en este sabor. Según el Datassential Menu Trends, las ofertas de tiempo limitado inspiradas en calabaza en restaurantes era superior al 234 por ciento de 2008 a 2012, mientras ofertas de tiempo limitado general en menús crecieron un 143 por ciento en el mismo periodo." Estos elementos incluyen M&Ms de calabaza, paquetes de café especiado de calabaza de Dunkin' Donuts,y whiskey de calabaza especiada. Empresas también han fabricado loción, champú, y velas. inspiradas en este sabor.
El Latte de  Especias de Calabaza de Starbucks también puede pedir frío, o como Frappuccino. En el Otoño de 2017, la compañía añadió una variedad Chai de la bebida llamándola Latte Chai de Especias de Calabaza . Además, Starbucks también ofrece  bolsas de café instantáneo especiado de calabaza de temporada
Según la CNBC, el Latte de Especias de Calabaza de Starbucks es la bebida estacional más popular, con ventas en todo el mundo de alrededor 424 millones. Forbes estimó que la  bebida aportó 100 millones de dólares en ingresos para Starbucks en 2015.